# Liste des routes d'État au Mississippi
Les routes d'État au Mississippi sont entretenues par le Mississippi Department of Transportation (MDOT). L'État numérote ses routes dans un schéma en grille, comme les US Routes. Les routes à un ou deux chiffres sont des routes principales et celles à trois chiffres sont des routes auxiliaires.

## Liste des routes d'État
| Numéro       | Longueur (mi) | Longueur (km) | Terminus sud / ouest                                                 | Terminus nord / est                                                         | Créée    | Notes |
| ------------ | ------------- | ------------- | -------------------------------------------------------------------- | --------------------------------------------------------------------------- | -------- | --- |
| MS 1         | 154,07        | 247,96        | US 61 à Onward                                                       | US 49 à Powell                                                              | 1932     | |
| MS 2         | 44,27         | 71,24         | MS 5 près de Hickory Flat                                            | SR 22 à la frontière du Tennessee près de Corinth                           | 1932     | Deux segments                                                                                                   |
| MS 3         | 191,73        | 308,56        | US 61 à Redwood                                                      | US 61 à Lake Cormorant                                                      | 1932     | |
| MS 4         | 159,76        | 257,10        | Bailey Road à Fox Island                                             | MS 25 à Dennis                                                              | 1935     | |
| MS 5         | 26,47         | 42,60         | MS 178 / MS 705 à Hickory Flat                                       | MS 7 près de Michigan City                                                  | 1932     | Deux segments                                                                                                   |
| MS 6         | 138,81        | 223,40        | MS 161 à Clarksdale                                                  | MS 25 à Amory                                                               | 1932     | |
| MS 7         | 168,21        | 270,71        | US 49W / MS 12 à Belzoni                                             | SR 18 à la frontière du Tennessee à Michigan City                           | 1932     | |
| MS 8         | 167,87        | 270,16        | MS 1 à Rosedale                                                      | US 278 à Wise Gap                                                           | 1932     | |
| MS 9         | 116,12        | 186,87        | MS 12 à Ackerman                                                     | MS 30 près de New Albany                                                    | 1932     | |
| MS 9W        | 20,19         | 32,50         | MS 9 près de Bruce                                                   | MS 7 près de Taylor                                                         | 1956     | |
| MS 12        | 199,02        | 320,29        | MS 1 à James                                                         | SR 18 à la frontière de l'Alabama près de Caledonia                         | 1932     | |
| MS 13        | 160,02        | 257,52        | US 49 près de Maxie                                                  | MS 25 près de Carthage                                                      | 1932     | |
| MS 14        | 145,34        | 233,91        | Levee Road à Mayersville                                             | SR 32 à la frontière de l'Alabama près de McLeod                            | 1934     | Deux segments                                                                                                   |
| MS 15        | 322,77        | 514,44        | I-10 / I-110 près de D'Iberville                                     | SR 125 à la frontière du Tennessee près de Walnut                           | 1932     | Deux segments                                                                                                   |
| MS 16        | 173,09        | 278,56        | MS 1 à Grace                                                         | CR 30 à la frontière de l'Alabama près de Scooba                            | 1932     | Deux segments                                                                                                   |
| MS 17        | 73,29         | 117,95        | MS 161 à Farmhaven                                                   | CR 17 près de North Carrollton                                              | 1939     | |
| MS 18        | 180,14        | 289,91        | Grand Gulf Road à Grand Gulf                                         | CR 20 à la frontière de l'Alabama près de Quitman                           | 1932     | Deux segments                                                                                                   |
| MS 19        | 117,02        | 188,32        | SR 19 à la frontière de l'Alabama près de Whynot                     | US 51 à West                                                                | 1932     | |
| MS 21        | 79,86         | 128,52        | MS 35 à Forest                                                       | MS 39 / MS 145 à Shuqualak                                                  | 1950     | |
| MS 22        | 42,90         | 69,04         | I-20 / US 80 / MS 467 près d'Edwards                                 | US 51 à Canton                                                              | 1950     | |
| MS 23        | 32,63         | 52,52         | MS 25 à Smithville                                                   | CR 3 à la frontière de l'Alabama près de Golden                             | 1950     | |
| MS 24        | 75,92         | 122,19        | Main Street à Fort Adams                                             | I-55 / US 98 à McComb                                                       | 1932     | |
| MS 25        | 266,16        | 428,35        | I-55 à Jackson                                                       | SR 18 à la frontière du Tennessee près de North Crossroads                  | 1932     | |
| MS 26        | 77,05         | 124,00        | LA 10 à la frontière de la Louisiane près de Bogalusa, LA            | MS 198 à Lucedale                                                           | 1932     | |
| MS 27        | 120,92        | 194,60        | LA 25 à la frontière de la Louisiane près de Tylertown               | I-20 / US 61 / US 80 à Vicksburg                                            | 1937     | |
| MS 28        | 126,30        | 203,26        | US 61 / MS 33 à Fayette                                              | US 84 à Calhoun                                                             | 1958     | |
| MS 29        | 76,68         | 123,40        | MS 26 / MS 149 à Wiggins                                             | MS 28 à Soso                                                                | 1950     | |
| MS 30        | 91,20         | 146,78        | North Lamar Street / Molly Barr Road à Oxford                        | CR 98 à Mingo                                                               | 1932     | |
| MS 32        | 144,64        | 232,78        | MS 1 à Perthshire                                                    | MS 41 / MS 245 à Okolona                                                    | 1932     | Deux segments                                                                                                   |
| MS 33        | 55,71         | 89,66         | LA 19 à la frontière de la Louisiane près de Centreville             | US 61 / MS 28 à Fayette                                                     | 1950     | |
| MS 35        | 274,41        | 441,62        | LA 21 à la frontière de la Louisiane près de Twin                    | MS 315 dans le Parc d'état de John W. Kyle                                  | 1932     | |
| MS 37        | 24,59         | 39,57         | US 84 près de Collins                                                | MS 35 à Raleigh                                                             | 1950     | |
| MS 39        | 49,76         | 80,08         | I-20 / I-59 / US 11 / US 80 à Meridian                               | US 45 à Shuqualak                                                           | 1932     | |
| MS 41        | 31,38         | 50,49         | US 45 / US 278 près de Wren                                          | MS 9 / MS 338 à Pontotoc                                                    | 1932     | |
| MS 42        | 115,55        | 185,96        | Rockport-New Hebron Road près de New Hebron                          | SR 56 à la frontière de l'Alabama à State Line                              | 1932     | |
| MS 43        | 242,29        | 389,92        | US 90 à Bay St. Louis                                                | MS 407 près de French Camp                                                  | 1949     | Quatre segments                                                                                                 |
| MS 43A       | 6,56          | 10,56         | MS 43 près d'Arm                                                     | MS 43 / MS 184 à Silver Creek                                               | —        | |
| MS 44        | 47,63         | 76,66         | MS 570 à McComb                                                      | MS 42 près de Sumrall                                                       | 1949     | Trois segments                                                                                                  |
| MS 46        | 23,23         | 37,39         | Mantee Road à Mantee                                                 | MS 50 près de West Point                                                    | 1944     | |
| MS 47        | 23,05         | 37,09         | MS 50 près de West Point                                             | MS 385 près de Buena Vista                                                  | 1934     | |
| MS 48        | 83,69         | 134,69        | MS 24 / MS 33 à Centreville                                          | MS 35 à Sandy Hook                                                          | 1932     | |
| MS 50        | 71,89         | 115,70        | MS 9 à Walthall                                                      | SR 96 à la frontière de l'Alabama à Steens                                  | 1960     | |
| MS 53        | 38,92         | 62,64         | US 49 à Gulfport                                                     | US 11 / MS 26 à Poplarville                                                 | 1950     | |
| MS 57        | 98,41         | 158,37        | US 90 à Fontainebleau                                                | US 45 à State Line                                                          | 1960     | |
| MS 63        | 106,37        | 171,18        | US 90 / MS 611 à Pascagoula                                          | MS 184 à Waynesboro                                                         | 1932     | |
| MS 67        | 20,99         | 33,77         | I-10 / I-110 à D'Iberville                                           | US 49 à Saucier                                                             | 1958     | |
| MS 69        | 15,80         | 25,42         | SR 14 à la frontière de l'Alabama près de Forreston                  | Plymouth Road / Border Drive à Columbus                                     | 1941     | |
| MS 76        | 2,45          | 3,95          | MS 23 dans le comté d'Itawamba                                       | SR 24 à la frontière de l'Alabama près de Golden                            | —        | |
| MS 145       | 115,68        | 186,17        | US 45 près de Waynesboro                                             | Old US Highway 45 S à la frontière du Tennessee à Corinth                   | 1977     | Dix segments séparés consistant en d'anciens segments de la US 45                                               |
| MS 149       | 58,07         | 93,46         | US 49 près de Wiggins                                                | MS 161 à Clarksdale                                                         | —        | Huit segments séparés consistant en d'anciens segments de la US 49 et de la US 49W                              |
| MS 161       | 19,87         | 31,98         | US 61 / US 278 près de Merigold                                      | US 61 près de Walls                                                         | 1999     | Trois segments séparés consistant en d'anciens segments de la US 61                                             |
| MS 172       | 11,91         | 19,17         | US 72 / CR 961 près de Burnsville                                    | US 72 près d'Oldham                                                         | 1998     | Ancien segment de la US 72                                                                                      |
| MS 178       | 126,16        | 203,04        | Old US Highway 78 à la frontière du Tennessee à DeSoto               | Harbor Road près de Tremont                                                 | —        | Trois segments séparés consistant en d'anciens segments de la US 78                                             |
| MS 182       | 42,88         | 69,01         | US 82 à Winona                                                       | CR 30 près de Columbus                                                      | —        | Six segments séparés consistant en d'anciens segments de la US 82                                               |
| MS 184       | 38,97         | 62,72         | US 84 près de Meadville                                              | Cul-de-sac près de Waynesboro                                               | —        | Neuf segments séparés consistant en d'anciens segments de la US 84                                              |
| MS 198       | 28,28         | 45,51         | I-55 / US 98 à Summit                                                | US 98 près de Lucedale                                                      | —        | Six segments séparés consistant en d'anciens segments de la US 98                                               |
| MS 245       | 15,30         | 24,63         | US 45 Alt. près de Crawford                                          | MS 145 à Shannon                                                            | 1998     | Deux segments séparés consistant en d'anciens segments de la US 45A                                             |
| MS 301       | 23,34         | 37,56         | MS 304 Scenic près d'Arkabutla                                       | SR 175 à la frontière du Tennessee à Barnesville                            | 1950     | Deux segments                                                                                                   |
| MS 302       | 34.879        | 56.132        | MS 161 in Walls                                                      | US 72 near Barton                                                           | 1984     | |
| MS 304       | 40,39         | 65,00         | US 61 près de Lake Cormorant                                         | I-269 à la frontière du Tennessee près d'Olive Branch                       | 1950     | En multiplex avec l'I-69 et l'I-269                                                                             |
| MS 305       | 30,79         | 49,54         | Cul-de-sac au Sardis Reservoir à Techville                           | State Line Road / Riverdale Road à la frontière du Tennessee à Olive Branch | 1953     | Deux segments                                                                                                   |
| MS 306       | 9,69          | 15,59         | US 51 / MS 304 Scenic à Coldwater                                    | MS 305 près d'Independence                                                  | 1952     | |
| MS 309       | 25,78         | 41,48         | MS 4 près de Chulahoma                                               | Byhalia Road à la frontière du Tennessee près d'Olive Branch                | 1956     | |
| MS 310       | 44,48         | 71,59         | MS 3 à Crenshaw                                                      | MS 7 à Malone                                                               | 1950     | |
| MS 311       | 12,78         | 20,57         | MS 7 à Holly Springs                                                 | US 72 à Mt. Pleasant                                                        | 1957     | |
| MS 313       | 8,52          | 13,71         | Holland Road / Old Hudsonville Road à Hudsonville                    | US 72 à Slayden                                                             | 1949     | |
| MS 314       | 7,28          | 11,71         | CR 100 près d'Oxford                                                 | MS 7 / MS 334 à Oxford                                                      | 1957     | |
| MS 315       | 80,35         | 129,32        | MS 9W à Paris                                                        | US 49 / US 61 près de Rich                                                  | 1953     | Deux segments                                                                                                   |
| MS 316       | 22,78         | 36,66         | Rozell Lane à Friars Point                                           | US 278 / MS 6 près de Marks                                                 | 1956     | |
| MS 321       | 9,13          | 14,70         | MS 32 près de Webb                                                   | MS 322 à Lambert                                                            | 1956     | Deux segments                                                                                                   |
| MS 322       | 43,86         | 70,58         | MS 1 à Sherard                                                       | MS 35 près de Crowder                                                       | 1956     | |
| MS 328       | 12,85         | 20,68         | MS 315 près de Water Valley                                          | MS 7 près de Markette                                                       | 1957     | |
| MS 330       | 33,27         | 53,54         | US 51 près de Tillatoba                                              | MS 32 près de Bruce                                                         | 1950     | |
| MS 331       | 13,44         | 21,63         | MS 9 près de Sarepta                                                 | MS 334 près de Tula                                                         | 1956     | |
| MS 332       | 3,34          | 5,38          | US 51 à Grenada                                                      | Toe Road près de Grenada Lake                                               | 1958     | |
| MS 333       | 0,45          | 0,73          | MS 8 à Grenada                                                       | MS 333 Scenic à Grenada                                                     | 1958     | Non-indiquée |
| MS 334       | 27,77         | 44,70         | MS 7 / MS 314 à Oxford                                               | MS 9 près de Pontotoc                                                       | 1956     | |
| MS 336       | 16,10         | 25,91         | CR 251 / CR 287 à Lafayette Springs                                  | MS 9 à Pontotoc                                                             | 1958     | |
| MS 338       | 11,94         | 19,22         | US 278 / MS 6 près de Thaxton                                        | US 278 / MS 6 près de Pontotoc                                              | 2007     | |
| MS 340       | 10,14         | 16,33         | CR 418 près de Mantee                                                | MS 15 à Woodland                                                            | 1960     | |
| MS 341       | 46,65         | 75,07         | Hohenlinden Road près de Mantee                                      | MS 9 près de Pontotoc                                                       | 1956     | |
| MS 342       | 7,79          | 12,54         | MS 41 près de Pontotoc                                               | West Main Street / Faulkner Road près de Pontotoc                           | 1956     | |
| MS 345       | 9,27          | 14,92         | MS 9 à Pontotoc                                                      | MS 15 à Ecru                                                                | 1958     | |
| MS 346       | 9,64          | 15,52         | Hurricane Road près de Thaxton                                       | MS 15 à Ecru                                                                | 1958     | |
| MS 347       | 3,58          | 5,76          | MS 349 près de Potts Camp                                            | MS 349 près de Potts Camp                                                   | 1958     | Non-indiquée |
| MS 348       | 21,44         | 34,51         | MS 15 à New Albany                                                   | Mill Street à Guntown                                                       | 1956     | |
| MS 349       | 17,11         | 27,54         | MS 30 près de New Albany                                             | MS 178 à Potts Camp                                                         | 1953     | |
| MS 350       | 12,93         | 20,82         | MS 2 près de Corinth                                                 | MS 25 près de Corinth                                                       | 1981     | |
| MS 354       | 2,88          | 4,63          | MS 15 à Walnut                                                       | CR 218 près de Walnut                                                       | 1956     | |
| MS 355       | 11,93         | 19,20         | MS 346 près de Thaxton                                               | MS 30 près de New Albany                                                    | 1957     | |
| MS 356       | 16,63         | 26,76         | Kossuth-Rienzi Road près de Rienzi                                   | MS 365 près de Jacinto                                                      | 1956     | |
| MS 362       | 10,06         | 16,19         | MS 145 près de Wheeler                                               | CR 5051 près de Marietta                                                    | 1956     | Trois segments                                                                                                  |
| MS 363       | 20,90         | 33,64         | MS 178 près de Fulton                                                | MS 145 à Saltillo                                                           | 1950     | |
| MS 364       | 16,33         | 26,27         | MS 30 près de Booneville                                             | MS 25 près d'Iuka                                                           | 1950     | Deux segments                                                                                                   |
| MS 365       | 23,28         | 37,46         | MS 30 près de Paden                                                  | MS 25 près de Corinth                                                       | 1950     | |
| MS 366       | 8,69          | 13,99         | MS 370 près de Baldwyn                                               | MS 371 près de Marietta                                                     | 1957     | |
| MS 366       | 4,18          | 6,72          | MS 25 à Belmont                                                      | Fourth Street NW à la frontière de l'Alabama près de Golden                 | 1958     | |
| MS 367       | 3,98          | 6,40          | MS 356 près de Rienzi                                                | CR 209 près de Burnsville                                                   | 1965     | |
| MS 368       | 3,56          | 5,73          | MS 2 / MS 15 à Blue Mountain                                         | CR 700 près de Blue Mountain                                                | 1956     | |
| MS 369       | 10,21         | 16,44         | MS 370 près de Falkner                                               | MS 15 près de Walnut                                                        | 1960     | Non-indiquée |
| MS 370       | 50,72         | 81,63         | MS 5 à Ashland                                                       | MS 371 près de Kirkville                                                    | 1956     | Trois segments                                                                                                  |
| MS 371       | 44,35         | 71,37         | MS 6 près d'Amory                                                    | MS 4 près de New Site                                                       | 1960     | |
| MS 373       | 8,07          | 12,98         | US 45 / MS 50 près de Columbus                                       | US 45 près de New Hamilton                                                  | —        | Deux segments                                                                                                   |
| MS 382       | 6,52          | 10,49         | US 45A près de Prairie                                               | MS 25 près d'Aberdeen                                                       | —        | |
| MS 385       | 11,01         | 17,72         | MS 47 à Buena Vista                                                  | MS 32 à Van Vleet                                                           | —        | Non-indiquée |
| MS 388       | 15,93         | 25,64         | US 45A près de Brooksville                                           | SR 86 à la frontière de l'Alabama à Pickensville                            | 1957     | |
| MS 389       | 25,13         | 40,44         | MS 182 à Starkville                                                  | MS 8 à Houston                                                              | —        | Deux segments                                                                                                   |
| MS 391       | 3,50          | 5,63          | Brooksville Road près du Noxubee National Wildlife Refuge            | Singleton Road aux limites des comtés de Winston et de Noxubee              | —        | Non-indiquée |
| MS 393       | 4,65          | 7,48          | Nanih Waiya Road à Nanih Waiya                                       | MS 490 près de Noxapater                                                    | —        | |
| MS 395       | 14,65         | 23,57         | MS 19 / CR 299 à Arlington                                           | MS 15 / MS 490 à Noxapater                                                  | —        | |
| MS 397       | 33,56         | 54,02         | MS 16 près de De Kalb                                                | MS 14 à Louisville                                                          | —        | |
| MS 403       | 3,30          | 5,32          | US 82 / MS 15 à Mathiston                                            | Old Highway 82 / Clarkson Road près de Mathiston                            | —        | |
| MS 404       | 18,80         | 30,25         | I-55 / CR 174 près de Duck Hill                                      | MS 9 près de Walthall                                                       | —        | Deux segments                                                                                                   |
| MS 407       | 33.013        | 53.129        | MS 12 near McCool                                                    | US 51 in Winona                                                             | —        | Deux segments                                                                                                   |
| MS 411       | 14,51         | 23,36         | MS 14 / CR 5001 près de Zama                                         | MS 12 / CR 3122 près de McCool                                              | —        | |
| MS 413       | 23,35         | 37,58         | MS 407 à Weir                                                        | MS 182 / MS 745 à Kilmichael                                                | —        | |
| MS 415       | 6,96          | 11,20         | MS 9 près d'Ackerman                                                 | Natchez Trace Parkway / Chester Tomnolen Road près de Chester               | —        | |
| MS 424       | 1,59          | 2,56          | State Park Road dans le Parc d'état de Holmes County                 | US 51 près de Durant                                                        | —        | Non-indiquée |
| MS 425       | 0,98          | 1,57          | CR 5205 à Ethel                                                      | MS 12 / CR 2101 près d'Ethel                                                | —        | Non-indiquée |
| MS 427       | 9,88          | 15,90         | MS 484 / MS 488 près de Pearl River                                  | MS 25 près de Marydell                                                      | —        | Deux segments                                                                                                   |
| MS 429       | 21,74         | 34,98         | Red Dog Road / Conway Road près de Redwater                          | MS 12 / CR 4222 près de Sallis                                              | —        | |
| MS 430       | 34,53         | 55,57         | US 82 à Greenwood                                                    | US 51 à Vaiden                                                              | —        | |
| MS 431       | 1,49          | 2,40          | MS 429 à Sallis                                                      | MS 12 / CR 4213 près de Sallis                                              | —        | |
| MS 432       | 16,51         | 26,57         | MS 433 près de Benton                                                | US 51 près de Pickens                                                       | —        | |
| MS 433       | 55,86         | 89,90         | US 61 près de Valley Park                                            | Ebenezer Coxburg Road près de Zieglerville                                  | —        | Deux segments                                                                                                   |
| MS 434       | 4,06          | 6,53          | US 61 près d'Anguilla                                                | Richey Road / Delta City Road à Delta City                                  | —        | |
| MS 436       | 11,15         | 17,94         | Lake Washington Road à Glen Allen                                    | US 61 près de Panther Burn                                                  | —        | |
| MS 438       | 17,40         | 28,00         | MS 1 à Wayside                                                       | Kinlock Road / Sunflower River Road près d'Arcola                           | —        | |
| MS 440       | 6,94          | 11,18         | MS 19 près de West                                                   | MS 35 / CR 3231 à Hesterville                                               | —        | |
| MS 442       | 30,78         | 49,53         | MS 448 près de Shaw                                                  | US 49E près de Schlater                                                     | —        | |
| MS 444       | 6,58          | 10,60         | MS 1 près de Round Lake                                              | US 61 / US 278 à Duncan                                                     | —        | |
| MS 446       | 15,21         | 24,47         | MS 1 près de Benoit                                                  | US 61 à Boyle                                                               | —        | |
| MS 448       | 31,02         | 49,91         | MS 1 à Benoit                                                        | US 82 à Indianola                                                           | —        | |
| MS 450       | 17,85         | 28,73         | MS 1 près de Scott                                                   | US 61 / US 278 près de Shaw                                                 | —        | |
| MS 454       | 4,83          | 7,77          | US 82 / US 278 près de Greenville                                    | MS 1 près de Greenville                                                     | —        | |
| MS 462       | 4,62          | 7,44          | US 61 près de Port Gibson                                            | Willows Road / Old Port Gibson Road à Wilows                                | —        | |
| MS 463       | 10,06         | 16,18         | US 51 à Madison                                                      | MS 22 près de Madison                                                       | —        | |
| MS 465       | 38,79         | 62,43         | US 61 près de Redwood                                                | MS 1 près de Fitler                                                         | —        | |
| MS 467       | 13,90         | 22,37         | Main Street / Port Gibson Street / Clinton Road à Raymond            | I-20 / US 80 / MS 22 à Edwards                                              | —        | |
| MS 468       | 20,40         | 32,84         | MS 475 à Flowood                                                     | US 80 à Brandon                                                             | —        | |
| MS 469       | 30,32         | 48,79         | MS 28 près de Georgetown                                             | MS 468 près de Brandon                                                      | —        | |
| MS 471       | 17,76         | 28,59         | US 80 à Brandon                                                      | MS 43 près de Goshen Springs                                                | —        | |
| MS 472       | 25,83         | 41,56         | Whitworth Street près de Hazlehurst                                  | MS 28 près de Pinola                                                        | —        | Deux segments                                                                                                   |
| MS 473       | 4,97          | 8,00          | Terry Gatesville Road près de Terry                                  | I-55 à Terry                                                                | —        | |
| MS 475       | 7,41          | 11,92         | MS 468 près de Pearl                                                 | MS 25 à Flowood                                                             | —        | |
| MS 476       | 0,75          | 1,21          | US 80 / MS 18 à Jackson                                              | Royal Oaks Drive / Robinson Street à Jackson                                | —        | Non-indiquée |
| MS 477       | 0,58          | 0,93          | MS 468 à Flowood                                                     | MS 25 à Flowood                                                             | —        | Non-indiquée |
| MS 478       | 7,03          | 11,31         | MS 472 près de Schley                                                | MS 43 près de Shivers                                                       | —        | |
| MS 481       | 35,49         | 57,11         | MS 35 près de Burns                                                  | MS 43 à West Leesburg                                                       | —        | |
| MS 482       | 7,76          | 12,49         | MS 16 près de Philadelphia                                           | MS 491 près de Bogue Chitto                                                 | —        | |
| MS 483       | 9,03          | 14,54         | MS 13 près de Morton                                                 | Utah Road près de Leake                                                     | —        | |
| MS 484       | 7,77          | 12,51         | MS 488 près de Madden                                                | MS 427 / MS 488 près de Pearl River                                         | —        | Non-indiquée |
| MS 485       | 4,08          | 6,57          | MS 21 près de Pearl River                                            | MS 15 près de Philadelphia                                                  | —        | |
| MS 486       | 10,78         | 17,35         | MS 16 à Philadelphia                                                 | MS 491 près de DeWeese                                                      | —        | |
| MS 487       | 25,94         | 41,75         | MS 13 à Lena                                                         | MS 21 à Sebastopol                                                          | —        | |
| MS 488       | 25,56         | 41,14         | MS 35 près de Carthage                                               | MS 21 à Pearl River                                                         | —        | |
| MS 489       | 22,22         | 35,75         | US 80 à Lake                                                         | MS 492 à Union                                                              | —        | |
| MS 490       | 18,24         | 29,36         | MS 15 / MS 395 à Noxapater                                           | Old MS 490 près de Mashulaville                                             | —        | |
| MS 491       | 19,29         | 31,04         | MS 19 près de Collinsville                                           | MS 21 près de Bogue Chitto                                                  | —        | Deux segments                                                                                                   |
| MS 492       | 27,29         | 43,92         | MS 35 près de Walnut Grove                                           | CR 298 / CR 4300 à House                                                    | —        | Deux segments                                                                                                   |
| MS 493       | 34,81         | 56,02         | 46th Avenue / Poplar Springs Drive à Meridian                        | MS 397 près de Bogue Chitto                                                 | —        | Deux segments                                                                                                   |
| MS 494       | 22,72         | 36,57         | MS 15 à Union                                                        | MS 19 près de Nellieburg                                                    | —        | |
| MS 495       | 33,86         | 54,49         | MS 493 près de Meridian                                              | MS 397 près de Bogue Chitto                                                 | —        | |
| MS 496       | 13,20         | 21,24         | MS 19 près de Meridian                                               | CR 1 à la frontière de l'Alabama près d'Alamucha                            | —        | |
| MS 498       | 1,00          | 1,61          | US 45 près de Porterville                                            | Suarnooches-Porterville Road / Porterville-Alabama Road à Porterville       | —        | |
| MS 500       | 5,80          | 9,33          | MS 13 à Lena                                                         | MS 487 près de Lena                                                         | —        | |
| MS 501       | 26,89         | 43,28         | MS 18 près de Sylvarena                                              | US 80 à Forest                                                              | —        | |
| MS 502       | 4,21          | 6,78          | MS 488 près de Standing Pine                                         | MS 488 à Madden                                                             | —        | Non-indiquée |
| MS 503       | 40,71         | 65,52         | MS 528 près de Heidelberg                                            | MS 15 à Decatur                                                             | —        | |
| MS 504       | 6,43          | 10,36         | MS 15 près de Newton                                                 | MS 503 / CR 24 près de Rose Hill                                            | —        | |
| MS 505       | 6,59          | 10,61         | Crosstrack Road près de Newton                                       | US 80 près de Newton                                                        | —        | |
| MS 508       | 2,22          | 3,57          | US 45 près de Waynesboro                                             | Buckatunna-Mount Zion Road / Sturdivant Road près de Waynesboro             | —        | Non-indiquée |
| MS 510       | 11,26         | 18,12         | MS 145 près de Shubuta                                               | Matherville Frost Bridge Road près de Matherville                           | —        | |
| MS 511       | 6,60          | 10,62         | CR 511 près de Quitman                                               | MS 18 à Quitman                                                             | —        | |
| MS 512       | 9.295         | 14.959        | CR 16 près de Pachuta                                                | MS 18 / MS 145 à Quitman                                                    | —        | Deux segments                                                                                                   |
| MS 513       | 23,69         | 38.,23        | MS 145 à Quitman                                                     | MS 18 à Rose Hill                                                           | —        | |
| MS 514       | 8,55          | 13,76         | MS 513 à Enterprise                                                  | MS 145 près d'Enterprise                                                    | —        | |
| MS 528       | 23,68         | 38,11         | MS 15 à Bay Springs                                                  | US 11 près de Heidelberg                                                    | —        | |
| MS 529       | 6,36          | 10,24         | US 84 à Hebron                                                       | MS 28 à Gitano                                                              | —        | |
| MS 531       | 12,11         | 19,50         | MS 28 près de Taylorsville                                           | MS 18 à Bay Springs                                                         | —        | |
| MS 532       | 16,04         | 25,81         | MS 35 près de Mount Olive                                            | US 84 près de Hebron                                                        | —        | |
| MS 533       | 7,93          | 12,76         | MS 28 à Soso                                                         | MS 15 / CR 157 près de Stringer                                             | —        | |
| MS 535       | 5,59          | 9,00          | MS 590 à Seminary                                                    | MS 588 à Eminence                                                           | —        | |
| MS 536       | 21,32         | 34,31         | MS 15 près de Tuckers Crossing                                       | MS 63 près de Clara                                                         | —        | |
| MS 537       | 16,16         | 26,01         | North 5th Avenue / Northview Drive / Hoy Road à Laurel               | MS 15 près de Moss                                                          | —        | |
| MS 540       | 32,32         | 52,01         | MS 469 à Harrisville                                                 | MS 35 à Raleigh                                                             | —        | Deux segments                                                                                                   |
| MS 541       | 36,17         | 58,21         | Houston Road / Clem School Road près de Mount Carmel                 | MS 13 près de Polkville                                                     | —        | |
| MS 545       | 2,11          | 3,40          | MS 28 près de Magee                                                  | MS 149 à Magee                                                              | —        | |
| MS 547       | 25,08         | 40,36         | MS 28 à Allen                                                        | US 61 à Port Gibson                                                         | —        | |
| MS 548       | 5,10          | 8,20          | Abby Road près de Hermanville                                        | Old Port Gibson Road près de Hermanville                                    | —        | |
| MS 550       | 23,14         | 37,25         | MS 28 à Union Church                                                 | MS 184 à Brookhaven                                                         | —        | |
| MS 552       | 30,63         | 49,30         | Rodney Westside Road près de Lorman                                  | MS 28 près d'Union Church                                                   | —        | Deux segments                                                                                                   |
| MS 553       | 23,04         | 37,08         | US 61 à Stanton                                                      | Old Highway 61 / Popps Road / Harriston Road à Harriston                    | —        | |
| MS 554       | 5,63          | 9,06          | MS 555 près de Natchez                                               | US 61 près de Stanton                                                       | 1973     | |
| MS 555       | 13,30         | 21,41         | Ogden Road / Kingston Road près de Kingston                          | Church Hill Road / Annas Bottom Road près d'Anna                            | 1957     | Deux segments                                                                                                   |
| MS 556       | 3,01          | 4,84          | MS 184 à Meadville                                                   | US 98 près de Bude                                                          | 1953     | |
| MS 558       | 2,11          | 3,39          | Brookway Boulevard / Saints Trail NW près de Brookhaven              | MS 184 à Brookhaven                                                         | —        | |
| MS 563       | 18,51         | 29,80         | US 61 près de Woodville                                              | MS 33 près de Crosby                                                        | —        | |
| MS 567       | 17,44         | 28,07         | MS 24 près de Liberty                                                | US 98 près de Smithdale                                                     | —        | |
| MS 568       | 16,77         | 26,98         | LA 43 à la frontière de la Louisiane près de Gillsburg               | US 51 près de Magnolia                                                      | —        | |
| MS 569       | 31,87         | 51,29         | LA 67 à la frontière de la Louisiane près de Liberty                 | US 98 près d'Auburn                                                         | —        | |
| MS 570       | 30,25         | 48,68         | US 98 près de Smithdale                                              | MS 44 près de Pricedale                                                     | —        | Deux segments                                                                                                   |
| MS 571       | 1,74          | 2,80          | LA 441 à la frontière de la Louisiane près de Gillsburg              | MS 584 près de Gillsburg                                                    | —        | |
| MS 575       | 4,78          | 7,69          | Liberty Street / Mt. Hermon Road / Magnolia Progress Road à Progress | MS 48 près de Progress                                                      | —        | |
| MS 583       | 39,64         | 63,79         | MS 27 à Tylertown                                                    | MS 184 à Brookhaven                                                         | —        | |
| MS 584       | 25,34         | 40,77         | MS 24 / MS 48 / MS 569 à Liberty                                     | US 51 à Osyka                                                               | —        | |
| MS 585       | 10,32         | 16,61         | US 98 près de Tylertown                                              | MS 586 à Darbun                                                             | —        | |
| MS 586       | 12,10         | 19,47         | MS 585 à Darbun                                                      | MS 587 à Foxworth                                                           | —        | |
| MS 587       | 29,98         | 48,24         | US 98 / MS 35 à Foxworth                                             | MS 184 à Monticello                                                         | —        | |
| MS 588       | 21,38         | 34,41         | US 84 près de Collins                                                | MS 29 à Ellisville                                                          | —        | |
| MS 589       | 35,76         | 57,55         | I-59 à Purvis                                                        | US 49 près de Seminary                                                      | —        | |
| MS 590       | 22,23         | 35,78         | US 49 près de Seminary                                               | MS 29 près d'Ellisville                                                     | —        | |
| MS 591       | 0,18          | 0,30          | MS 570 près de Summit                                                | MS 570 près de Summit                                                       | —        | Non-indiquée |
| MS 594       | 5,64          | 9,08          | MS 57 / MS 63 près de Leakesville                                    | CR 96 à la frontière de l'Alabama près de Leakesville                       | —        | |
| MS 598       | 3,03          | 4,87          | US 49 près de Sanford                                                | Old Highway 49 à Sanford                                                    | —        | |
| MS 601       | 5,42          | 8,72          | I-10 à Gulfport                                                      | US 90 à Gulfport                                                            | proposée | Route proposée dans le Port de Gulfport; aussi référée comme l'I-310                                            |
| MS 603       | 24,97         | 40,19         | US 90 / MS 43 à Waveland                                             | MS 53 près de Necaise                                                       | —        | |
| MS 604       | 5,11          | 8,22          | US 90 à Pearlington                                                  | MS 607 près de Pearlington                                                  | —        | |
| MS 605       | 12,28         | 19,76         | US 90 à Gulfport                                                     | MS 67 près de Success                                                       | —        | |
| MS 606       | 11,80         | 18,99         | Silver Slipper Casino près de Waveland                               | Cul-de-sac à la mise à l'eau sur la Jourdan River à Bay St. Louis           | —        | Non-indiquée |
| MS 607       | 9,78          | 15,73         | US 90 près de Shoreline Park                                         | I-59 / US 11 près de Picayune                                               | —        | Deux segments                                                                                                   |
| MS 609       | 20,51         | 33,01         | US 90 à Ocean Springs                                                | Vestry Road à Vestry                                                        | —        | Deux segments                                                                                                   |
| MS 611       | 4,96          | 7,99          | Entrée de la raffinerie de Chevron près de Pascagoula                | MS 613 à Pascagoula                                                         | —        | Deux segments                                                                                                   |
| MS 612       | 7,05          | 11,35         | MS 613 près d'Agricola                                               | CR 7 à la frontière de l'Alabama près de Wilmer, AL                         | —        | |
| MS 613       | 45,65         | 73,47         | US 90 à Pascagoula                                                   | MS 198 à Lucedale                                                           | —        | |
| MS 614       | 10,33         | 16,62         | MS 63 à Wade                                                         | CR 56 à la frontière de l'Alabama près de Hurley                            | —        | |
| MS 615       | 4,87          | 7,84          | US 90                                                                | MS 67                                                                       | proposée | Connecteur proposé dans l'est du comté de Harrison                                                              |
| MS 617       | 1,72          | 2,76          | Port de Pascagoula à Pascagoula                                      | US 90 à Pascagoula                                                          | 2002     | |
| MS 618       | 4,91          | 7,90          | MS 613 à Moss Point                                                  | US 90 près de Moss Point                                                    | —        | |
| MS 619       | 2,82          | 4,53          | Naval Station Pascagoula à Pascagoula                                | MS 617 à Pascagoula                                                         | —        | |
| MS 621       | 3,24          | 5,22          | US 49 / MS 53 à Gulfport                                             | John Ross Road / Highland Circle / Lorraine Road à Gulfport                 | —        | Non-indiquée; deux segments; propositions d'un prolongement futur jusqu'à l'I-10 et de relier les deux segments |
| - Non-ouvert |               |               |                                                                      |                                                                             |          | |